# Mr. Jones
"Mr. Jones" é uma canção escrita por David Bryson e Adam Duritz, gravada pela banda Counting Crows.
É o primeiro single do álbum de estreia lançado em 1993, August and Everything After.
A música foi um sucesso imediato, por coincidência ocorreu na altura da morte de Kurt Cobain. Este acontecimento foi significativo para Adam Duritz, o vocalista e compositor principal da banda. Adam Duritz disse numa entrevista:
| “ | Ouvimos que... que ele [Kurt] havia se matado. E isso realmente me assustou muito, porque eu pensei, estas coisas em minha vida, estão saindo muito do controle... | ” |

## Paradas
| Ano  | Parada                     | Posição |
| ---- | -------------------------- | ------- |
| 1993 | Alternative Songs          | 2       |
| 1994 | Adult contemporary         | 25      |
| 1994 | Hot Mainstream Rock Tracks | 2       |
| 1994 | Mainstream Top 40          | 2       |